# Léo Rocha
Léo Rocha (7 de marzo de 1985) es un futbolista brasileño que se desempeña como centrocampista
Jugó para clubes como el ACD Lara, Inter Baku, FK Baku, Qarabağ, Treze, América, FC Gifu y America.

## Trayectoria

### Clubes
| Club                 | País       | Año         |
| -------------------- | ---------- | ----------- |
| Olaria               | Brasil     | 2006        |
| FK Standard Sumgayit | Azerbaiyán | 2007        |
| ACD Lara             | Venezuela  | 2009        |
| Inter Baku           | Azerbaiyán | 2009 - 2010 |
| FK Baku              | Azerbaiyán | 2010        |
| Qarabağ              | Brasil     | 2011        |
| Treze                | Brasil     | 2012        |
| Inter Baku           | Azerbaiyán | 2013        |
| Olaria               | Brasil     | 2014        |
| América              | Brasil     | 2014 - 2015 |
| FC Gifu              | Japón      | 2016        |
| America              | Brasil     | 2017        |